# Brian Hoydic
Brian D. Hoydic (ur. 12 grudnia 1970 lub 1971 r.) – amerykański kulturysta.

## Życiorys
Syn Davida A. „Diceya” Hoydica (zm. 2012). Ma brata, Erica. Jego miastem rodzinnym jest Erie w stanie Pensylwania. W 1989 roku został absolwentem Strong Vincent High School. Posiada polskie korzenie.
Karierę kulturystyczną rozpoczynał jako członek federacji National Physique Committee (NPC). W 1999 roku wystąpił na Mistrzostwach Stanów Zjednoczonych w Kulturystyce Juniorów. W kategorii wagowej średniej zajął pierwsze miejsce. Rok później debiutował na mistrzostwach ogólnokrajowych. W 2003 wystartował w mistrzostwach juniorów w kategorii lekkociężkiej i uplasował się w czołowej piątce najlepszych zawodników. Rok później, w tej samej kategorii, zajął czwarte miejsce podczas mistrzostw juniorów oraz piąte na Mistrzostwach Ameryki Północnej. Związał się z prestiżową Międzynarodową Federacją Kulturystyki i Fitnessu (IFBB). W 2005 wywalczył srebrny medal w trakcie mistrzostw wschodnich Stanów Zjednoczonych. Pięć lat później zdobył srebro na mistrzostwach NPC Junior Nationals. Później odnosił sukcesy jako zawodnik kategorii wiekowej 40+ (Masters 40+). W 2012 zajął drugie miejsce na podium podczas Mistrzostw Ameryki Północnej. W latach 2014 i 2015 zdobywał złote medale podczas Mistrzostw Ameryki Północnej oraz zawodów NPC Masters Nationals.
Na temat kariery sportowej Hoydica pisali między innymi dziennikarze magazynu RX Muscle. Jego występy kulturystyczne oraz przygotowania do nich zostały sfilmowane i wydane na dyskach DVD.
W 2006 roku zadebiutował w roli aktora. W filmie akcji The Locator w reżyserii Andre Bucknera wystąpił jako muskularny członek wyspecjalizowanej jednostki policji, SWAT. Grał też muskularnego komandosa w filmie akcji Siły specjalne (Disarmed, 2010).
Mieszka w stanie Ohio. Jest trenerem kulturystyki. Związany z Christal McQuiston, Amerykanką pochodzenia koreańskiego. Ma syna Braydona Davida Hoydica, który jest mistrzem sztuk walki.

## Warunki fizyczne
- wzrost: 167/168 cm[2][21]
- waga w sezonie zmagań sportowych: 80 kg[2]
- waga poza sezonem zmagań sportowych: 90−100 kg

## Osiągnięcia sportowe (wybór)
- 1999: Mistrzostwa Stanów Zjednoczonych w Kulturystyce Juniorów, federacja NPC, kategoria wagowa średnia – I m-ce
- 2003: Mistrzostwa Stanów Zjednoczonych w Kulturystyce Juniorów, federacja NPC, kategoria wagowa lekkociężka – V m-ce
- 2004: Mistrzostwa Ameryki Północnej w Kulturystyce, federacja IFBB, kategoria wagowa lekkociężka – V m-ce
- 2004: Mistrzostwa Stanów Zjednoczonych w Kulturystyce Juniorów, federacja NPC, kategoria wagowa lekkociężka – IV m-ce
- 2005: Mistrzostwa Wschodnich Stanów Zjednoczonych w Kulturystyce, federacja NPC, kategoria wagowa lekkociężka – II m-ce
- 2010: Zawody Junior Nationals, federacja NPC, kategoria wagowa lekkociężka – II m-ce
- 2011: Mistrzostwa Ameryki Północnej w Kulturystyce, federacja IFBB, kategoria wagowa lekkociężka zawodników powyżej 40. roku życia – III m-ce
- 2012: Mistrzostwa Ameryki Północnej w Kulturystyce, federacja IFBB, kategoria wagowa lekkociężka zawodników powyżej 35. roku życia – II m-ce
- 2012: Mistrzostwa Ameryki Północnej w Kulturystyce, federacja IFBB, kategoria wagowa lekkociężka zawodników powyżej 40. roku życia – III m-ce
- 2014: Zawody Masters Nationals, federacja NPC, kategoria wagowa lekkociężka zawodników powyżej 40. roku życia – II m-ce
- 2014: Mistrzostwa Ameryki Północnej w Kulturystyce, federacja IFBB, kategoria wagowa lekkociężka zawodników powyżej 35. roku życia – I m-ce
- 2014: Mistrzostwa Ameryki Północnej w Kulturystyce, federacja IFBB, kategoria wagowa lekkociężka zawodników powyżej 40. roku życia – III m-ce
- 2015: Zawody Masters Nationals, federacja NPC, kategoria wagowa lekkociężka zawodników powyżej 40. roku życia – I m-ce
- 2015: Zawody Masters Nationals, federacja NPC, kategoria wagowa lekkociężka zawodników powyżej 35. roku życia – III m-ce

## Filmografia
- 2006: The Locator jako muskularny członek jednostki SWAT
- 2010: Siły specjalne (Disarmed) jako muskularny komandos